# 祝彦
祝彦（1926年—），男，汉族，江苏江阴人，中国德语专家、德国文学研究家，曾任北京外国语学院教授、博士生导师。